# Belák Sándor (állatorvos)
Belák Sándor (Mosonmagyaróvár, 1946. január 19. –) akadémiai díjas magyar-svéd állatorvos, virológus, a Magyar Tudományos Akadémia külső tagja, jelentős mértékben járult hozzá az állatorvosi virológia és járványtan kutatásához és fejlesztéséhez. Az uppsalai Svéd Agrártudományi Egyetem (SLU) Állatorvostudományi Kara Biomedikai Tudományok és Állategészségügyi Tanszékének professzora (jelenleg már emeritus), az Állategészségügyi Világszervezet (OIE) Fertőző Állatbetegségek Biotechnológia-alapú Diagnosztikája Együttműködési Központja volt igazgatója, a budapesti Állatorvostudományi Egyetem magántanára és "Honoris Causa" tiszteletbeli doktora.

## Kezdetek
1964-ben a keszthelyi  Vajda János Gimnáziumban érettségizett. 1969-ben szerezte meg állatorvosi diplomáját a budapesti Állatorvostudományi Egyetemen.

## Kutatási tevékenység
1967-ben, már hallgató korában, tudományos diákkörösként kezdett kutatással foglalkozni Bartha Adorján csoportjában a budapesti Állatorvostudományi Egyetem Mikrobiológiai és Járványtani Tanszékén, majd a diploma átvétele után ott kapott munkát, mint kutató állatorvos. 1970-71-ben az ENSZ Élelmezésügyi és Mezőgazdasági Világszervezete (FAO) központjában Rómában, majd a Fertőző száj- és körömfájás vakcinatermelő intézetben, Ankarában, Törökországban dolgozott. 1979-ben vendégkutatóként tanulmányozta a Nemzeti Állategészségügyi Központban, Ames-ben (Iowa, USA), a herpesz- és parvovírusokat. Ezt követően a budapesti egyetemen folytatta a szarvasmarha és a juh légző- és emésztőszervi betegségeivel kapcsolatos kutatásait. Munkatársaival a vírusok széles skáláját izolálták és új betegségformákat írtak le, például a bárányok adenovírus okozta tüdő- és bélgyulladása kórképét. Új oltóanyagokat fejlesztettek ki adeno- és herpeszvírusok ellen, és vizsgálták azok védőhatását.
1985-től Svédországban folytatta munkáját, ahol tudományos karrierje új lendületet kapott. Uppsalában hamarosan a svéd Állami Állategészségügyi Intézet (SVA) és a Svéd Agrártudományi Egyetem (SLU) közös Virológiai Kutatási és Fejlesztési Részlegének vezetője és az egyetem virológia professzora lett, de 2016-os nyugdíjba vonulása után visszaköltözött Magyarországra.
Belák Sándor nemzetközi kutatócsoportja a virológiában a molekuláris diagnosztika számos új módszerét dolgozta ki, valamint tanulmányozta a vírusfertőzések biológiáját. Egyszerűsített nukleinsav-hibridizációs vizsgálatokat majd különféle polimeráz láncreakció (PCR) alapú eljárásokat fejlesztettek ki a fertőző betegségek hatékonyabb diagnosztizálása érdekében. Új oltóanyagokat készítettek az immunstimuláló komplex (ISCOM) technológia alkalmazásával. További témáik: genomszekvenciák analízise, a kórokozók különféle patotípusainak gyors meghatározása, nagy hatékonyságú teljes hosszúságú genom-szekvenálás és molekuláris járványtan, figyelembevéve a fertőző betegségek terjedését különböző gazdafajok között és az „Egy világ, egy egészség (One Health)” koncepció elveit. A vírus-metagenomika több változatát is sikerrel alkalmazták. E módszerekkel számos új, vagy eddig ismeretlen vírust írtak le és jellemezték az újonnan felismert fertőző ágensek tulajdonságait.
Alapkutatási témakörökben főként az adeno-, influenza-, pesti- és koronavírusok, az afrikai sertéspestis vírus valamint a baromfipestis vírusa genomstabilitását, rekombinációs képességeit, valamint  evolúciós viszonyait vizsgálták. Az OIE Együttműködési Központ eredményei jelentősen hozzájárultak számos fertőző betegség diagnosztikájának javításához és új oltóanyagok előállításához.
Az Európai Unió (EU) mintegy 30 projekttel támogatta Belák professzor kutatómunkáját. Három nagy uniós projektben bízták meg a nemzetközi kutatási konzorciumok koordinálásával. Az EU „Hatodik keretprogram sikertörténete”  címet a Belák Sándor által koordinált LAB-ON-SITE (SSPE-CT-2004-513645) projekt nyerte el.
Az eredményeket számos szabadalom védi, például a PCT/SE2010/050923:„A klasszikus sertéspestis vírus vakcinatörzsek genetikai kimutatása és azonosítása”, valamint a PCT/SE2020/051175:„Nukleinsav szekvenciák gyors amplifikálása és genom-meghatározása” című nemzetközi szabadalmi bejelentések.
Belák professzor szerzőként vagy társszerzőként 12 könyvfejezetet, három egyetemi jegyzetet és mintegy 310, nemzetközi szaklapban megjelent, tudományos közleményt publikált.
Belák Sándor a Magyar Tudományos Akadémián (MTA) 1995-ben védte meg az „Állatorvostudományok doktora” disszertációját. 2000-ben habilitált az Szent István Egyetem Állatorvos-tudományi Karán. 2007-ben az MTA külső tagjává választották.

## Oktatás
Belák Sándor egész pályafutása alatt oktatott - az egyetemi oktatást mindig fontos feladatának tartotta. 1969 és 1985 között előadásokat tartott és támogatta a virológia laboratóriumi gyakorlati oktatását a budapesti Állatorvostudományi Egyetemen. 1985 óta a Svéd Agrártudományi Egyetem Állatorvostudományi Karán, Uppsalában is oktatta a virológia tárgyát. Mivel a magyar egyetemi oktatásban is folyamatosan részt vett, 2001-ben egyetemi magántanári címet kapott a budapesti Állatorvostudományi Egyetemen (akkor Szent-István Egyetem).
Belák professzor összesen 24 PhD diáknak volt a témavezetője, akik négy kontinensről: Afrikából, Amerikából, Ázsiából és Európából érkeztek a budapesti, illetve az uppsalai egyetemekre.

## Nemzetközi tevékenység
2006 és 2012 között az Európai Állatorvosi Virológiai Társaság elnöki feladatait látta el. Más tudományos társaságok, így például az Európai Klinikai Virológiai Társaság és az Amerikai Virológiai Társaság tagjaként is tevékenykedett.
Belák professzor  jelenleg is az EU, a Nemzetközi Atomenergia Ügynökség, valamint különböző nemzeti kutatási tanácsok és alapítványok (pl. a Francia Nemzeti Kutatási Ügynökség és a „La Caixa” Alapítvány) szakértője és tanácsadója. Teljes jogú tagja a Macskafélék Betegségei Európai Tanácsadó Testületének, azaz a  „European Advisory Board on Cat Diseases” tudóscsoportnak.

## Díjak, kitüntetések
- A Magyar Tudományos Akadémia „Kiváló feltaláló” dija (1976),
- A Brit Állatorvosi Egyesület „Centenary Award” kitüntetése  (1988),
- A The Veterinary Journal  folyóirat „George Fleming” irodalmi díja (2002),
- A Svéd Királyi Tudományos Társaság „Thuréus-díja”   az „Orvostudományban végzett kutatásért” (2004),
- A Magyar Sertésegészségügyi Társaság Köves-díja (2011).
- Kutató munkássága nagyon magas szintű elismerése a  KSLA Svéd Királyi Agrártudományi és Erdészeti Akadémia aranyérem kitüntetése („Kitűnő munka az állatorvostudományokban, beleértve az állatorvosi virológiát”)  amelyet  XVI.Károly Gusztáv, Svédország királya személyesen adott át az Akadémia stockholmi ünnepi ülésén Archiválva 2020. július 14-i dátummal a Wayback Machine-ben 2012-ben, lásd a mellékelt fényképet.

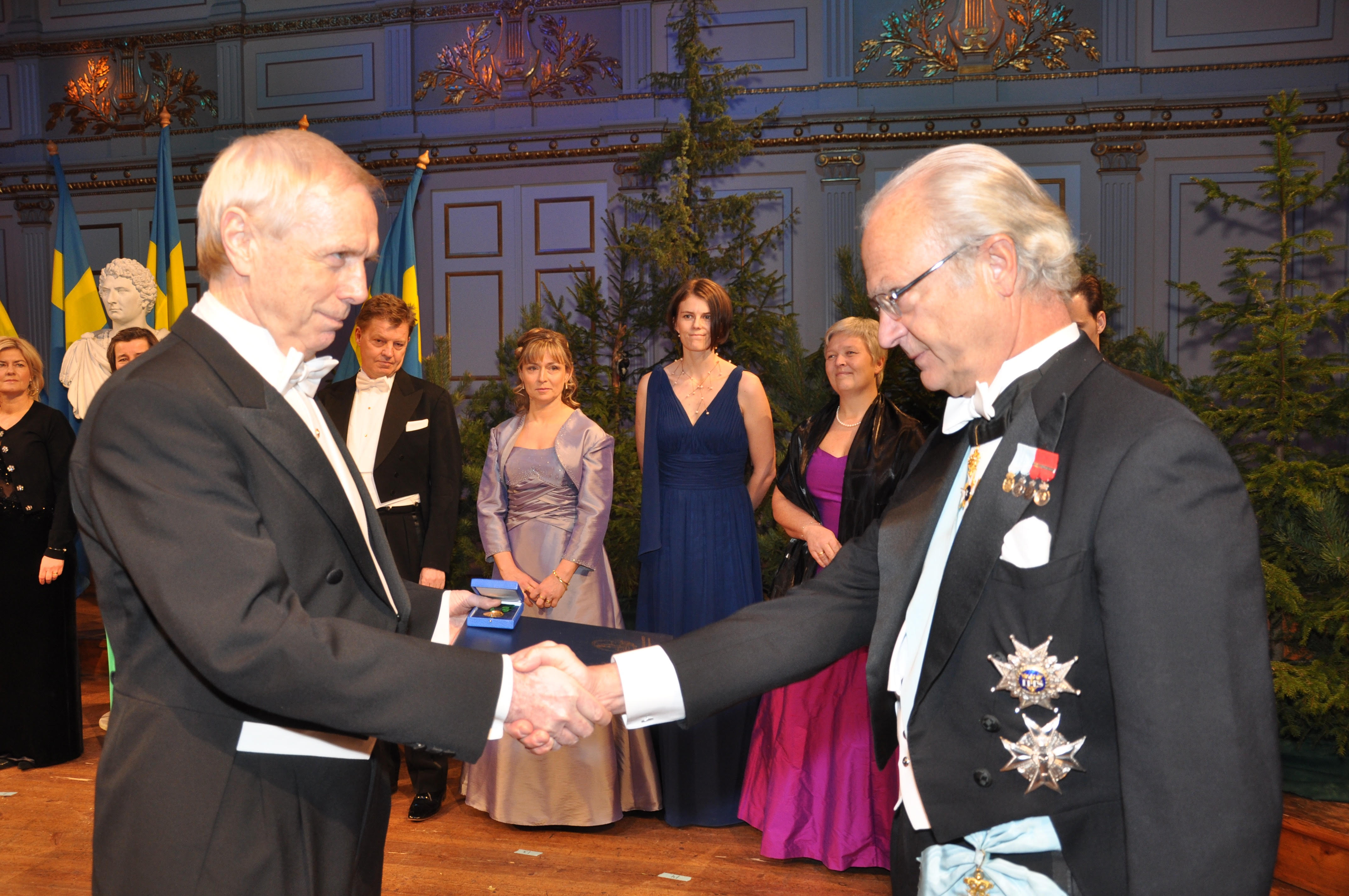
Belák Sándor átveszi akadémiai aranyérmét XVI.Károly Gusztáv svéd királytól

- A "Doctor Honoris Causa" (tiszteletbeli/díszdoktori cím) odaítélésével 2022-ben a budapesti Állatorvostudományi Egyetem Szenátusa a több, mint öt évtizedes, nemzetközi szinten is kiemelkedően sikeres kutató- és oktató munkáját ismerte el.[1]

## Családi háttér
Édesapja Belák Sándor agrármérnök, a Keszthelyi Agrártudományi Egyetem  professzora és rektora volt. Édesanyja (leánykori neve Sax Erzsébet) gyermekeik nevelésével és a háztartás vezetésével foglalkozott. Öccse, Gábor Keszthelyen vezet állatorvosi rendelőt. Felesége, Katinka állatorvos-patológus. Két fiuk, Márton Martin és Bence Kristian 1980-ban, illetve 1984-ben született.

## Könyvek, könyvfejezetek
- Belák, S., Tuboly, S., Varga, J: Veterinary Microbiology: Bacteriology, Virology Immunology (Hung. Ed. by Szent-Iványi, T.). Press of Agriculture, Budapest, 1983.
- Belák, S.: Ovine adenoviruses In Viral Infections of Ruminants, Ed Dinter Z.  Morein B, Elsevier, Amsterdam, 1990. DOI: https://DOI.org/10.1016/C2009-0-33100-1
- Belák, S.: Diagnóstico molecular de enfermedades virales, pp 617-623 (in Microbiología Veterinaria, Ed by Nestor Oscar Stanchi), Temas de Microbiología, Argentina, 2005.
- Belák, S.: The molecular diagnosis of viral diseases in veterinary medicine (Hung.). In: Medical Molecular Virology, Ed. By G. Berencsi,. Convention Budapest Press, 2006.
- Belák, S.: Experiences of an OIE Collaborating Centre in Molecular Diagnosis of Transboundary Animal Diseases: a Review. 128. 109-118. In: First Int. Conf. of the OIE Ref. Labs and Coll. Centres. Ed: Lombard, M., Dodet, B. & the OIE Sci. and Techn. Department, Dev. Biol. Basel, Krager, Basel, 2007.  https://pubmed.ncbi.nlm.nih.gov/18084935/
- Pestana, EA, Belák, S., Diallo, A., Crowther, JR, Viljoen. G, J.: Early, Rapid and Sensitive Veterinary Molecular Diagnostics - Real Time PCR Applications.  Springer Dordrecht Press, Heidelberg, London, New York, 2010. https://DOI.org/10.1007/978-90-481-3132-7
- Belák, S. and Liu, L: Recent Advances in Veterinary Diagnostic Virology: Report from a Collaborating Centre of the World Organization for Animal Health (OIE). Adv. Techniques in Diagnostic Microbiology, 2nd ed. Eds: Tang, Yi-Wei and Stratton, Charles W, © Springer Science+Business Media New York 2013. P. 661-679. https://DOI.org/10.1007/978-1-4614-3970-7_2
- Granberg, F., Karlsson, O., Leijon, M., Liu, L., Belák, S.: Molecular Approaches to Recognize Relevant and Emerging Infectious Diseases in Animals. Ch. 7., Methods in Molecular Biology, Mónica V. Cunha and João Inácio (eds.), vol. 1247, © Springer Science+Business Media New York 2015. https://DOI.org/10.1007/978-1-4939-2004-4_33
- Granberg, F., Karlsson, O., Belák, S.: Metagenomic Approaches to Disclose Disease-Associated Pathogens: Detection of Viral Pathogens in Honeybees. Ch. 33. Molecular Diagnostics and High-Throughput Strategies, Methods in Molecular Biology, Mónica V. Cunha and João Inácio (eds.), vol. 1247, © Springer Science+Business, New York 2015, https://DOI.org/10.1007/978-1-4939-2004-4_33
- Van Borm, S., Belák, S., Freimanis, G., Fusaro, A., Granberg, F., Höper, D., King, D.P., Monne, I., Orton, R., and Rosseel, P.: Next-Generation Sequencing in Veterinary Medicine: How Can the Massive Amount of Information Arising from High- Throughput Technologies Improve Diagnosis, Control, and Management of Infectious Diseases? Chapter 30 in: Methods in Molecular Biology, Eds: Mónica V. Cunha and João Inácio (vol. 1247, © Springer Science+Business Media New York 2015, https://DOI.org/10.1007/978-1-4939-2004-4_30
- Murcia PR, Palmarini M, Belák S.; Introduction: Potential applications of pathogen genomics. Rev Sci Tech. 2016 Apr;35(1):13-23. https://DOI.org/10.20506/rst.35.1.2414
- Granberg F, Bálint Á, Belák S.: Novel technologies applied to the nucleotide sequencing and comparative sequence analysis of the genomes of infectious agents in veterinary medicine. Rev Sci Tech. 2016 Apr;35(1):15-42. https://DOI.org/10.20506/rst.35.1.2415